# 스워프 사커 빌리지
스워프 사커 빌리지(영어: Swope Soccer Village)는 축구전용경기장이다. 미주리주 캔자스시티에 위치하고 있으며 MLS 넥스트 프로 스포팅 캔자스시티 II의 홈 경기장이다. 과거에는 NWSL FC 캔자스시티의 홈 경기장으로도 사용되었다.